# Mīshjān-e Soflá
Mīshjān-e Soflá (persiska: ميشجانِ پاين, ميشيجانِ سُفلَى, Mīshjān-e Pāīn, میشجان سفلی) är en ort i Iran.   Den ligger i provinsen Markazi, i den centrala delen av landet, 250 km sydväst om huvudstaden Teheran. Mīshjān-e Soflá ligger 1 758 meter över havet och antalet invånare är 265.
Terrängen runt Mīshjān-e Soflá är platt åt nordväst, men åt sydost är den kuperad.Runt Mīshjān-e Soflá är det ganska tätbefolkat, med 67 invånare per kvadratkilometer. Närmaste större samhälle är Khomeyn, 7,4 km sydväst om Mīshjān-e Soflá. Trakten runt Mīshjān-e Soflá består i huvudsak av gräsmarker.